# IC 1129
IC 1129 је спирална галаксија у сазвјежђу Мали медвјед која се налази на листи објеката дубоког неба у Индекс каталогу.
Деклинација објекта је + 68° 14' 48" а ректасцензија 15h 32m 0,8s. Привидна величина (магнитуда) објекта IC 1129 износи 13,1 а фотографска магнитуда 13,8. IC 1129 је још познат и под ознакама UGC 9899, MCG 11-19-10, CGCG 319-19, IRAS 15316+6825, PGC 55330.